# Ātar Patera
La Ātar Patera è una struttura geologica della superficie di Io.